# Lišt
Lišt ali El-Lišt (arabsko اللشت‎, latinizirano: El-Lišt) je vas južno od Kaira, Egipt. V Srednjem egipčanskem kraljestvu je bil pokopališče faraonov in vladajoče elite. Na njem sta stali  piramidi Amenemheta I. in Senusreta I. Okoli njiju je bilo več manjših piramid članov  faraonove družine in mastab visokih uradnikov in članov njihovih družin. Piramide in mastabe so se gradile skozi celo Dvanajsto in Trinajsto dinastijo. Pokopališče je znano tudi po nedotaknjeni grobnici malo znane gospe Senebtisi, v kateri so našli bogat nakit. Najbolj ohranjen je piramidni kompleks  Senusreta I. V grobnici svečenika Sesenebnefa so odkrili najstarejšo različico Knjige mrtvih.

## Izkopavanja
Izkopavanja v Lištu je začel francoski arheolog Gaston Maspero leta 1882, najprej v imenu francoske vlade in kasneje v imenu Francoskega instituta ta orientalno arheologijo.  Od leta 1906 do 1934 so štirinajst sezon izkopavali arheologi Metropolitanskega muzeja umetnosti v New Yorku, ki so izkopavali tudi od leta 1984 do 1991.

### Severni El-Lišt: piramida Amenemheta I.
Piramida Amenemheta I. je bila prvotno visoka približno 55 m, zdaj pa je zaradi slabega gradiva, odvažanja gradiva in ropanja visoka samo približno 20 m. Zgrajena je bila iz blatnih zidakov in kamna z drugi spomenikov. 
Raziskave so pokazale, da je bil piramidni kompleks mnogo manjši od načrtovanega. Ena od teorij trdi, da zaradi neprimernega terena. Druga teorija trdi, da je bil faraon slabega zdravja, zato je z gradnjo pohitel, ker ni želel biti pokopan v nedokončani grobnici. Tretje teorija pravi, da je Amenemhet I. umrl še preden so bili narejeni načrti. Grobnico je na hitro zgradil njegov sin, da bi lahko začel graditi svojo.
Vhod v piramido je na severni strani. Hodnik, obložen z rožnatim granitom, vodi v majhen prostor v jedru piramide, od tam pa jašek v pogrebno komoro. Notranje prostore so postopoma zasule Nilove naplavine, med izkopavanjem pa jih je zalivala talna voda. Poskusi, da bi vodo izčrpali, niso bili uspešni. Med izkopavanji niso odkrili nobenega celega kipa Amenemheta I. Odkrili so samo glavo kipa iz apnenca, ki bi lahko bil faraonov.

### Južni El-Lišt: piramida Senusreta I.
Piramida Senusreta I. je kakšen kilometer in pol južno od piramidnega kompleksa njegovega očeta. Imenovala se je  'Senusret gleda na obe deželi'. Odkril jo je Gaston Maspero leta 1882 in jo prepoznal po faraonovem imenu. Med izkopavanji je odkril reliefne bloke, fragmente in majhna svetišča, značilna za Srednje kraljestvo. Za njim sta leta 1894 in 1995  izkopavala J. E. Gautier in G. Jequier in od leta 1906 do 1943 arheologi Metropolitanskega muzeja umetnosti. Od leta 1984 do 1987 je izkopavanja nadaljeval Dieter Arnold.
Piramida Senusreta I. je mnogo večja od piramide Amenemheta I. Njena osnovnica je merila 105 m in višina 61,25 m. Čeprav sta bila načrta za obe piramidi podobna, je bila Senusretova grajena bolj trdno. Jedro piramide je bilo iz grobih apnenčastih blokov, zapolnjenih z blatnimi zidaki in kršjem. Glavna gradba je bila iz velikih kamnitih blokov, obloženih z zglajenim belim apnencem iz Tureha. Takšno tehniko so zatem uporabljali skoraj celo Srednje kraljestvo.
Nepokrita pot do piramide je imela niše, v katerih so stali veliki apnenčasti kipi Senusreta I. Nekaj kipov je zdaj na ogled v Metropolitanskem muzeju umetnosti v New Yorku in v Muzeju egipčanskih starin v Kairu. Ob poti so stale zgradbe iz blatnih zidakov. Uporabljali so jih svečeniki, ki so opravljali obrede za pokojnega faraona. Na severni strani piramide je bila majhna kapela iz alabastra z lažnimi vrati v obliki stele. Pogrebni tempelj je bil vzhodno od piramide na začetku poti, ki je vodila do piramide. V glavnem hodniku v piramidi, ki je vodil v pogrebno komoro, so bili kipi levjih glav, skozi katere je odtekala voda.
Zaradi podtalnice je ohranjenih samo nekaj notranjih delov piramide, zunanjost pa je skoraj povsem uničena. Večino zakladov so očitno  pokradli že kmalu potem, ko so piramido zaprli.

### Pogrebna templja
Amenemhet I. in Senusret I. sta imela pogrebna templja. Bolj raziskan je Senusretov, ker je Amenemhetov skoraj v celoti porušen. Edini ostanki Amemenhetovega pogrebnega templja so gravure boga Nila in lokalnih božanstev. Iz ostankov Senusretovega templja je bilo mogoče rekonstruirati njegov načrt. Bil je podoben templjem iz Šeste dinastije. Imel je dvorišče, portik, dvorano za darovanje bogovom in skladišča.  Nekaj let kasneje so okoli templjev obeh faraonov odkrili tudi grobove njunih žena, otrok in pomembnejših uradnikov. Po propadu Dvanajste dinastije nekropole niso več varovali in je kmalu postala plen roparjev.